# Smällglimmal
Smällglimmal (Caryocolum vicinella) är en fjärilsart som först beskrevs av Douglas 1851.  Smällglimmal ingår i släktet Caryocolum, och familjen stävmalar. Arten är reproducerande i Sverige.

## Bildgalleri

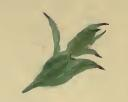
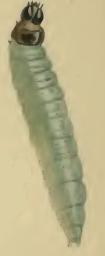